# FlyWhoosh
FlyWhoosh era uma empresa aérea inglesa que operava serviços programados para Dundee, Birmingham e Belfast antes de encerrar as operações. Flywhoosh é um nome comercial da BluArrow Aviation Ltd.

## História

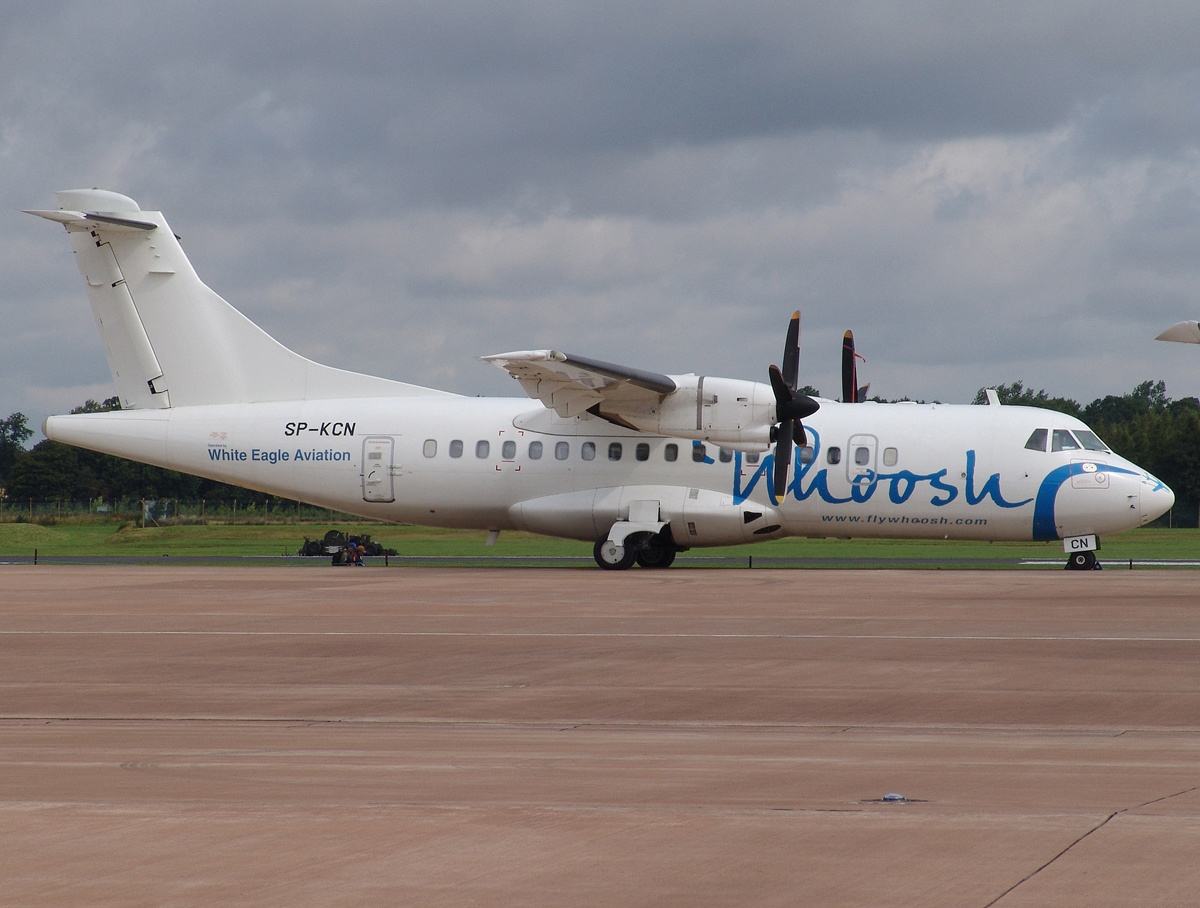
Um ATR 42-320 da FlyWhoosh

A empresa foi fundada pelo empresário de Birmingham, Aden Murcutt, representando a empresa de viagens Bluearrow/Govisit que vendeu os ingressos. Murcutt já havia tentado estabelecer a Flywho como uma companhia aérea charter transatlântica. A operação utilizou os serviços e licenças da companhia aérea charter polonesa White Eagle Aviation que forneceu uma aeronave ATR-42 e tripulações. Os serviços programados começaram em 29 de maio de 2007 e foram suspensos em 7 de dezembro de 2007.

## Destinos
A FlyWhoosh operava serviços regulares para os seguintes destinos (Junho de 2007):

### Inglaterra
- Birmingham - Aeroporto de Birmingham

### Irlanda do Norte
- Belfast - Aeroporto George Best Belfast City

### Escócia
- Dundee - Aeroporto de Dundee

## Frota

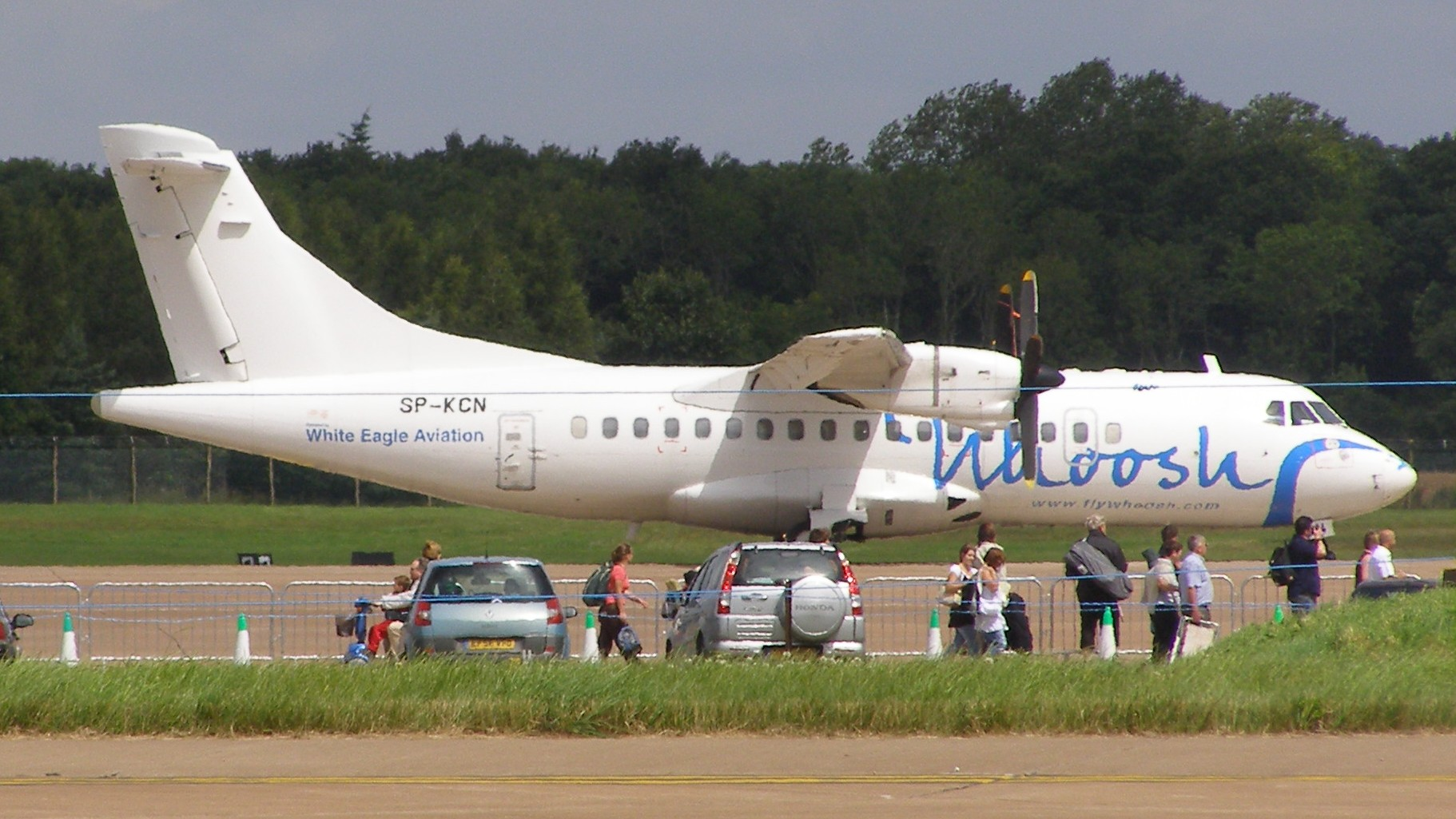
Um ATR 42-320 da FlyWhoosh, em julho de 2007.

A frota da FlyWhoosh consistia nas seguintes aeronaves:
| Aeronaves  | Em Serviço | Ordens | Passageiros | Notas |
| ---------- | ---------- | ------ | ----------- | ----- |
| ATR 42-320 | 1          | –      | 46          |       |
| Total      | 1          | 0      |             |       |